# Rhinolophus willardi
Rhinolophus willardi és una espècie de ratpenat de la família dels rinolòfids. És endèmic de la República Democràtica del Congo. És un ratpenat de petites dimensions, amb una llargada de cap a gropa de 61–73 mm, els avantbraços de 49,7–51,5 mm, la cua de 22–26 mm, les orelles de 24,2–29 mm i un pes de fins a 16 g. Fou anomenat en honor de l'ornitòleg estatunidenc David Willard.